# Apiomorpha tepperi
Apiomorpha tepperi är en insektsart som beskrevs av Penny J. Gullan 1984. Apiomorpha tepperi ingår i släktet Apiomorpha och familjen filtsköldlöss. Inga underarter finns listade i Catalogue of Life.